# Nonsens
Nonsens (łac. non przeczenie i sensus ‘(u)czucie; rozumienie; znaczenie’) – dany układ wyrazów języka J jest w nim nonsensem, gdy nie jest spójny syntaktycznie, tj. jest ciągiem wyrażeń zbudowanym niezgodnie z regułami syntaktycznymi tego języka. Jako taki nonsens stanowi defekt syntaktyczny wypowiedzi.
Nonsensami są więc w języku polskim wypowiedzi typu „pies lub leży”, gdyż przynajmniej wyraz „leży” użyty tu został niezgodnie ze swoją kategorią syntaktyczną. W języku klasycznego rachunku zdań nonsensem jest wypowiedź {\displaystyle p\lor ,} gdyż reguły syntaktyczne tego języka uznają za sensowne jedynie takie wyrażenia zawierające spójnik alternatywy, w których znajduje się on pomiędzy dwiema wypowiedziami stanowiącymi zdanie lub formułę zdaniową.
Inna nazwa nonsensu to wypowiedź pozorna, czyli wypowiedź, która być może w intencji jej nadawcy miała coś znaczyć, jednakże ze względu na błędy jakie zawiera, nie znaczy nic. Jako że nonsensy nie należą do kategorii zdań w sensie logicznym, pozbawione są wartości logicznej, tj. nie są ani prawdziwe ani fałszywe.

## Nonsens a semantyka
Nonsensami nazywa się także wyrazy bezładne semantycznie: pozbawione znaczenia ze względu na błędne użycie kategorii kategorii semantycznych – innymi słowy, wypowiedzi nic nie znaczące, czyli nie pozwalające się rozumieć w żaden określony sposób.
Syntaktyczne określenie nonsensu jest częstsze, ponieważ semantyczne określenie nonsensu jest źródłem pewnych problemów filozoficznych. Jest tak dlatego, że istnieje wiele wypowiedzi, dla których nie sposób wykazać bezładu semantycznego. Stanowią je wypowiedzi typu „cebula pachnie niebiesko” (choć to może mieć sens z uwagi na synestezję) czy „Sokrates był pierwiastkiem z 18", dla których wprawdzie odbiorca odróżnia intuicyjnie pewne kategorie semantyczne, zarazem jednak kategorie te nie zostały uwzględnione w wykazie kategorii semantycznych języka. Jednym z proponowanych rozwiązań tego problemu jest uznanie zdań typu „cebula pachnie niebiesko” za zdania sensowne, ale fałszywe, innym pogląd, że intuicyjnie dostrzegany nonsens tego rodzaju zdań można by opisać ściślej, gdyby uzupełnić listę kategorii semantycznych.

## Nonsens absolutny a nonsens względny
Wyróżnia się dwa rodzaje nonsensu językowego: absolutny i względny.
- Nonsens absolutny jest wypowiedzią, w której układ wyrazów lub wyrażeń jest niezgodny z regułami składni danego języka, jednakże każdy wyraz (zwrot) wzięty w izolacji ma znaczenie.

Przykłady: Za jaki jest wystrzał?, Pies lub być., + = 457.
- Nonsens względny jest wypowiedzią zawierającą jakiś obcy, ze względu na dany język, wyraz lub zwrot i jednocześnie nie jest jego definicją.

Przykłady: Skateflying to wspaniała rozrywka., Body-mind problem jest ważnym zagadnieniem filozoficznym.

## Nonsens a absurd
Słowo „nonsens” w języku potocznym używa się często wymiennie ze słowem „absurd”, choć np. w teorii literatury są one odróżniane. W logice słowa te mają odmienne znaczenia – żaden absurd nie jest zarazem nonsensem. Absurdem wypowiedź sprzeczna wewnętrznie (np. „żonaty kawaler”, „kwadratowe koło”, „Polska została podzielona na trzy połowy”) – by wyrażenie mogło być wewnętrznie sprzeczne, musi być zbudowane poprawnie pod względem składniowym, co w przypadku nonsensów nie zachodzi z definicji.

## Nonsens w neopozytywizmie
Termin „nonsens” nabrał szczególnego znaczenia w filozofii neopozytywistycznej. Dla neopozytywistów wyrażeniami nonsenownymi były wszelkie takie wyrażenia, które nie spełniają kryteriów sensowności empirycznej, tj. pozbawione są empirycznego znaczenia. Znaczenie takie mają jedynie terminy obserwacyjne, tj. wyrażenia oznaczające relacje i właściwości dające się stwierdzić na drodze bezpośredniej obserwacji (np. „okrągły”, „biały”), oraz terminy teoretyczne, stanowiące część technicznej terminologii danej nauki (np. „ładunek elektryczny”, „gen”). Takie rozumienie nonsensu prowadziło do uznania za bezsensowne i pozbawione wartości poznawczej większości twierdzeń sformułowanych na gruncie metafizyki (przy czym termin „metafizyka” stał się częstym pejoratywnym określeniem dla twierdzeń uznawanych przez neopozytywistów za nonsensowne), estetyki, etyki i humanistyki.